# Penstemon multiflorus
Penstemon multiflorus là một loài thực vật có hoa trong họ Mã đề. Loài này được (Benth.) Chapm. ex Small mô tả khoa học đầu tiên năm 1903.